# Phloeosinopsoides triseriatus
Phloeosinopsoides triseriatus is een keversoort uit de familie snuitkevers (Curculionidae). De wetenschappelijke naam van de soort werd in 1964 gepubliceerd door Karl Eduard Schedl.